# 国鉄1240形蒸気機関車
1240形は、かつて日本国有鉄道の前身である鉄道省に在籍したタンク式蒸気機関車である。

## 概要
元は、新宮鉄道が1919年（大正8年）にアメリカのボールドウィン・ロコモティブ・ワークスで1両（4。製造番号52339）を製造した、2気筒単式で飽和式の小型機関車で、1934年（昭和9年）に新宮鉄道が国有化されたのにともない、鉄道省籍となったものである。車軸配置は0-6-0(C)、メーカーにおける種別呼称は6-18Dで、富士身延鉄道の1形(Nos.1 - 3)と、軌間は異なるが小坂鉄道のNos.2 - 4も同クラスである。
国有化後は、使用されることなく放置され、本形式への改番も書類の上のみで、現車への標記もなされないまま、1936年（昭和11年）に廃車解体となった。

## 主要諸元
- 全長 : 7,904mm
- 全高 : 3,242mm
- 全幅 : 2.337mm
- 軌間 : 1,067mm
- 車軸配置 : 0-6-0(C)
- 動輪直径 : 940mm
- 弁装置 : スチーブンソン式アメリカ型
- シリンダー（直径×行程） : 304mm×457mm
- ボイラー圧力 : 12.0kg/cm2
- 火格子面積 : 0.85m2
- 全伝熱面積 : 31.5m2
  - 煙管蒸発伝熱面積 : 27.6m2
  - 火室蒸発伝熱面積 : 3.9m2
- 小煙管（直径×長サ×数） : 45mm×2,743mm×80本
- 機関車運転整備重量 : 22.24t
- 機関車空車重量 : 17.47t
- 機関車動輪上重量（運転整備時） : 22.24t
- 機関車動輪軸重（第3軸） : 7.93t
- 水タンク容量 : 2.5m3
- 燃料積載量 : 0.85t
- 機関車性能
  - シリンダ引張力 : 4,610kg
- ブレーキ装置 : 手ブレーキ、蒸気ブレーキ

## 富士身延鉄道1形

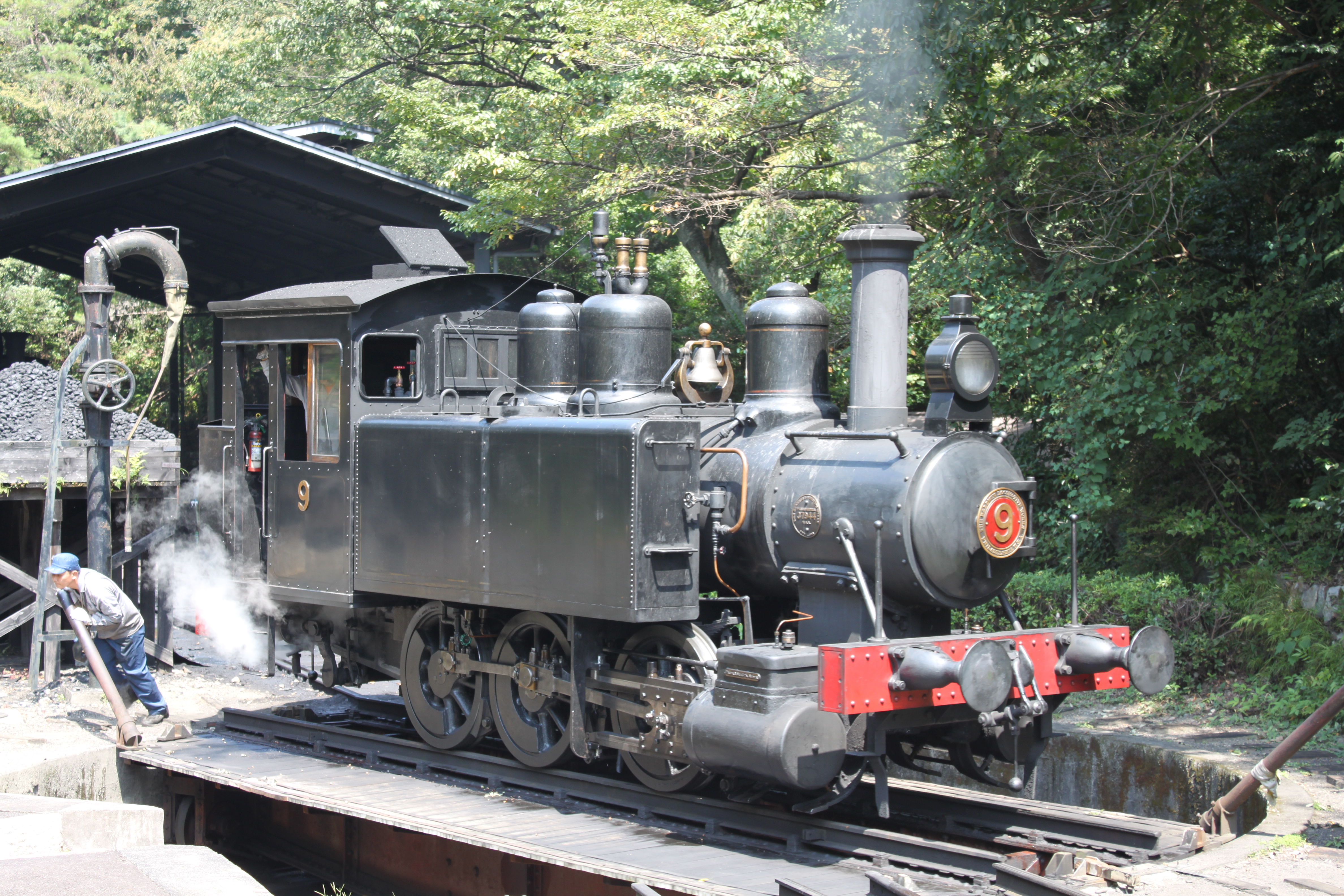
明治村で動態保存中の9号蒸気機関車

新宮鉄道4に先立つ1912年（明治45年）6月に、3両（1 - 3。製造番号37943 - 37945）が製造された、同クラスの機関車である。新宮鉄道4とは、動輪直径が1in(25mm)大きく、煙突や煙室戸の形状が若干異なる程度の同形機である。富士身延鉄道が開業に際して用意したものであるが、1918年（大正7年）に若干大型の車軸配置2-6-2(1C1)の10形が登場すると出力の小さい本形式は余剰となり、処分が開始された。
最初に処分されたのは1で、1918年11月25日付けで北海道の北海道製鉄（現・新日鐵住金室蘭製鐵所）に譲渡され、同社の6 → S209となり、そこで生涯を全うした。
2と3については、3が1936年7月21日付け、2が同年11月28日付けで鶴見製鉄造船（後の日本鋼管鶴見製鉄所、現・JFEスチール東日本製鉄所）にブローカーの手を通じて譲渡されており、譲渡順に2が10、3が9と改められたとされるが、現存する9号機の製造番号は37944で、2号機のものである。その後、9は愛知県犬山市の博物館明治村に移されて、1974年（昭和49年）から動態保存されている。2010年12月19日から老朽化に伴う点検により運行を休止したが、2015年3月15日から運行を再開。その後、オーバーホールするため、2023年7月25日に明治村から搬出された。オーバーホールには約2年かかる予定である。